# Archidiecezja Bourges
Archidiecezja Bourges (łac. Archidiœcesis Bituricensis) – archidiecezja Kościoła rzymskokatolickiego w środkowej Francji. Powstała w III wieku, zaś obecny kształt terytorialny uzyskała w 1822 roku. Do roku 2002 arcybiskupi Bourges byli zarazem metropolitami. Papież Jan Paweł II pozbawił diecezję tego statusu i włączył ją do metropolii Tours, ale jednocześnie utrzymał jej prawo do tytułu archidiecezji.

## Główne świątynie
- Archikatedra: Katedra św. Szczepana w Bourges
- Bazyliki mniejsze
  - Bazylika Notre-Dame des Enfants
  - Bazylika św. Jakuba Większego w Neuvy-Saint-Sépulchre
  - Bazylika Notre-Dame du Sacré-Cœur w Issoudun